# Marilia aerope
Marilia aerope är en nattsländeart som beskrevs av Malicky och Chantaramongkol 1996. Marilia aerope ingår i släktet Marilia och familjen böjrörsnattsländor. Inga underarter finns listade i Catalogue of Life.